# Bedevaartskerk van Birnau
De Bedevaartskerk Birnau (Duits: Wallfahrtskirche Birnau) is een aan Maria gewijde barokke kerk aan de noordelijke oever van de Bodensee tussen de plaatsen Nußdorf en Uhldingen-Mühlhofen in Baden-Württemberg. Het kerkgebouw ligt in Birnau aan de Barockstraße direct aan de B 31.
De kerk bezit een rijke rococo inrichting met fresco's van Gottfried Bernhard Göz en stucwerk, altaren en beelden van Joseph Anton Feuchtmayer, wiens bekende beeld van de Honigschlecker zich in de kerk bevindt, een putto met een bijenkorf. In het kloostergebouw voor de kerk met de markante klokkentoren is tegenwoordig een prioraat van de cisterciënzer abdij van Wettingen-Mehrerau ondergebracht.
Sinds 1946 dient de kerk ook als parochiekerk van Deisendorf en Nußdorf.

## Oud-Birnau

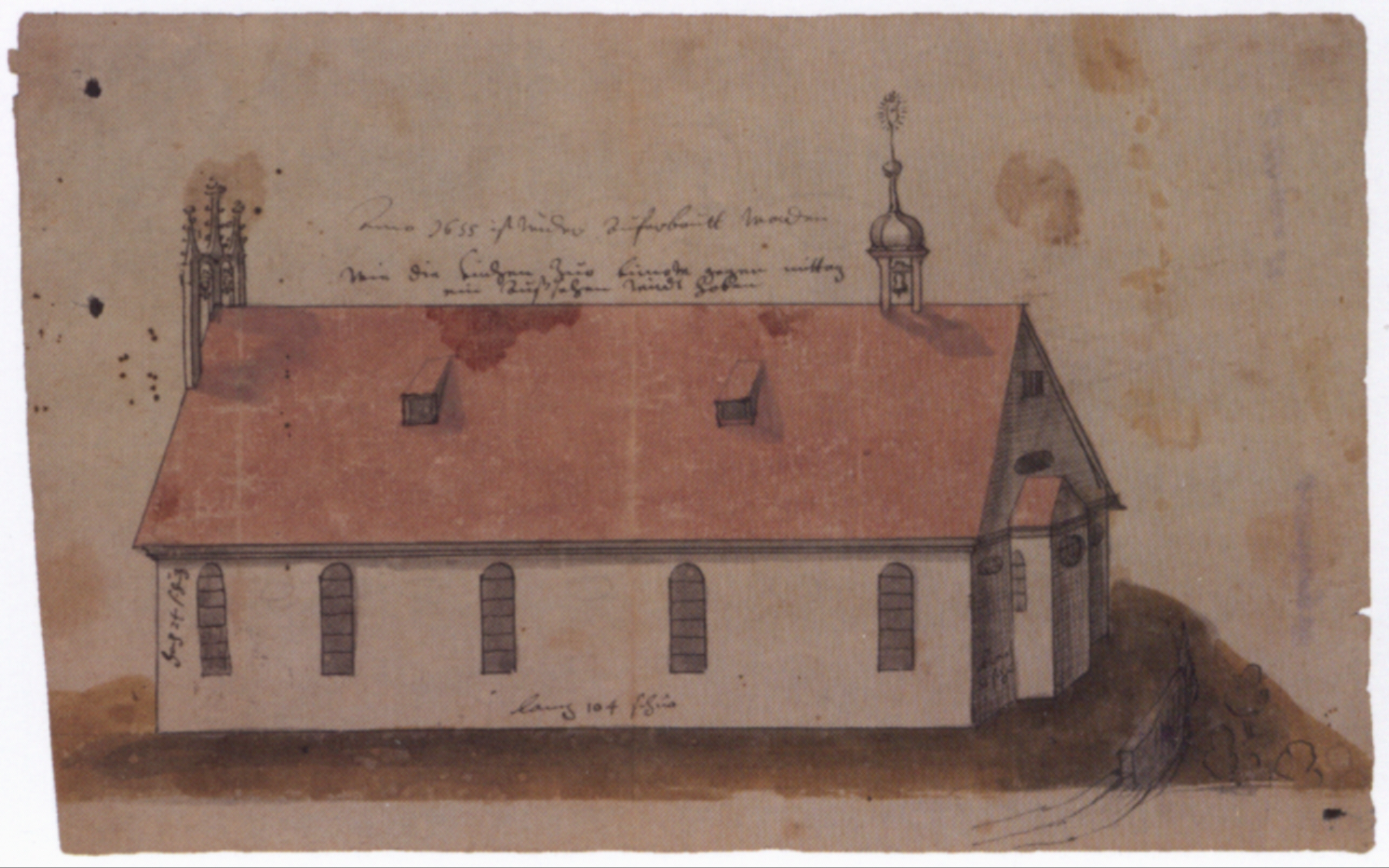
De kerk in Oud-Birnau

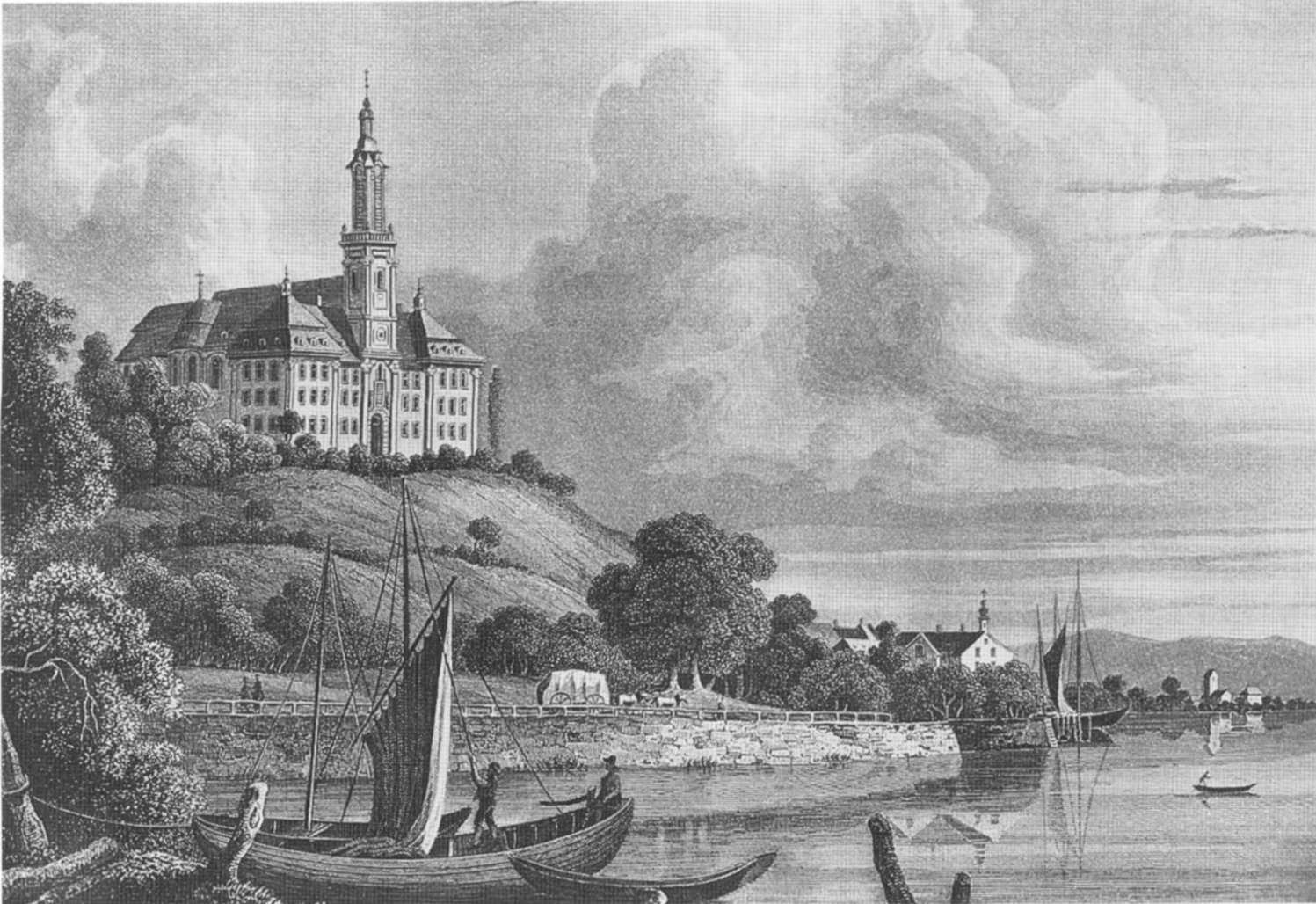
De prominente ligging van de nieuwe kerk aan de Bodensee, circa 1850

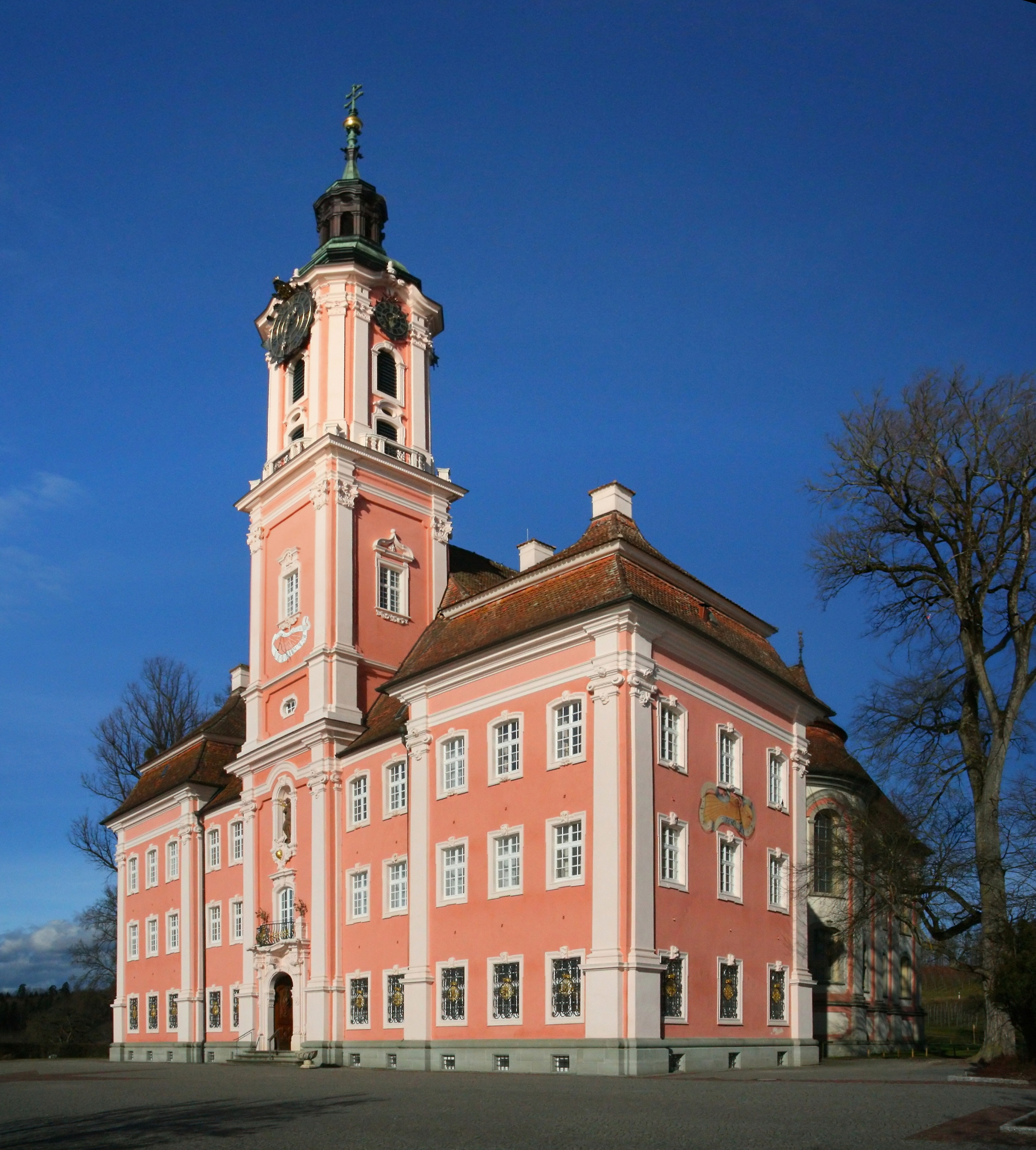
De bedevaartskerk vanuit de zuidwestelijke kant

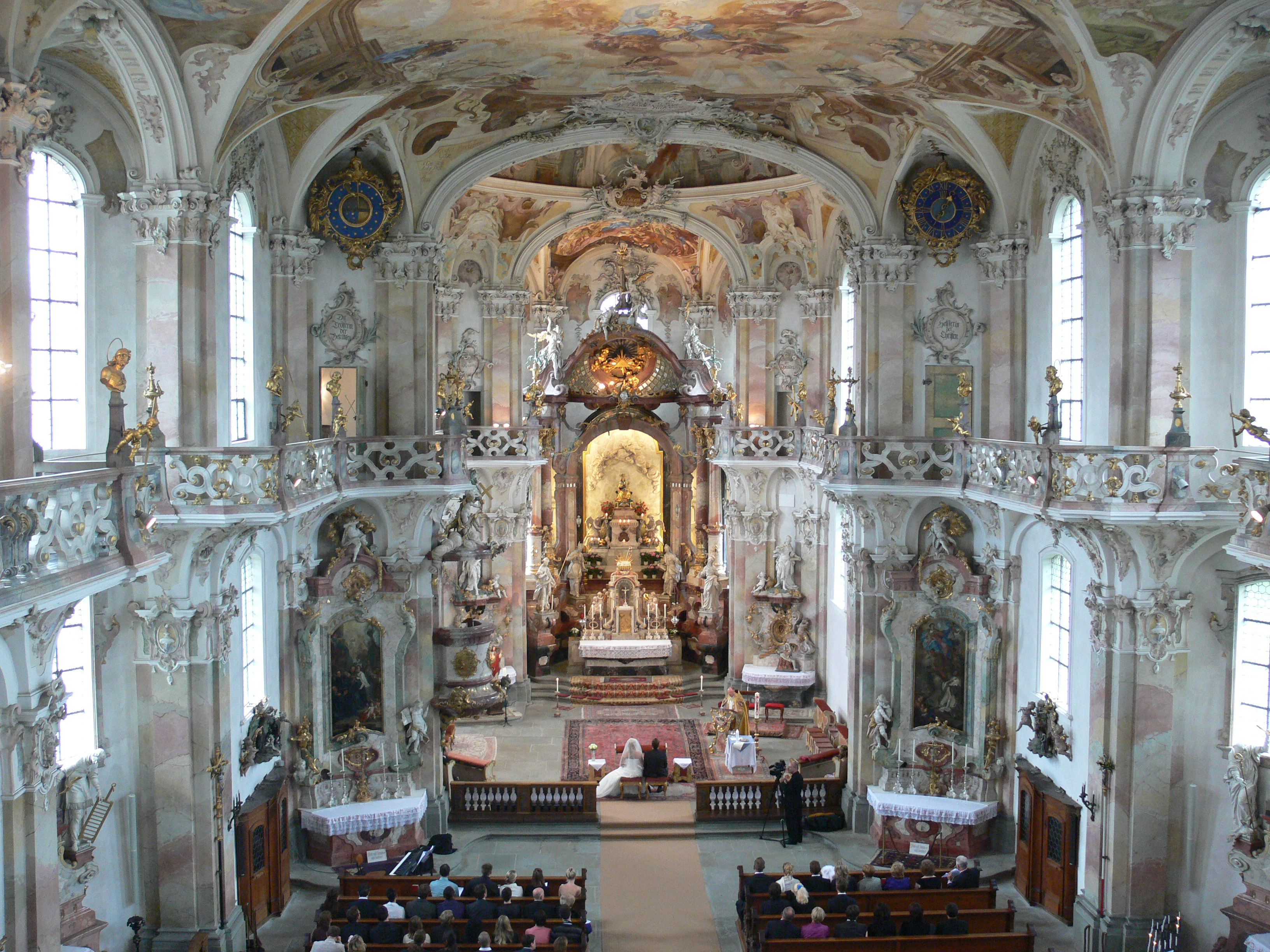
Interieur vanaf de galerij

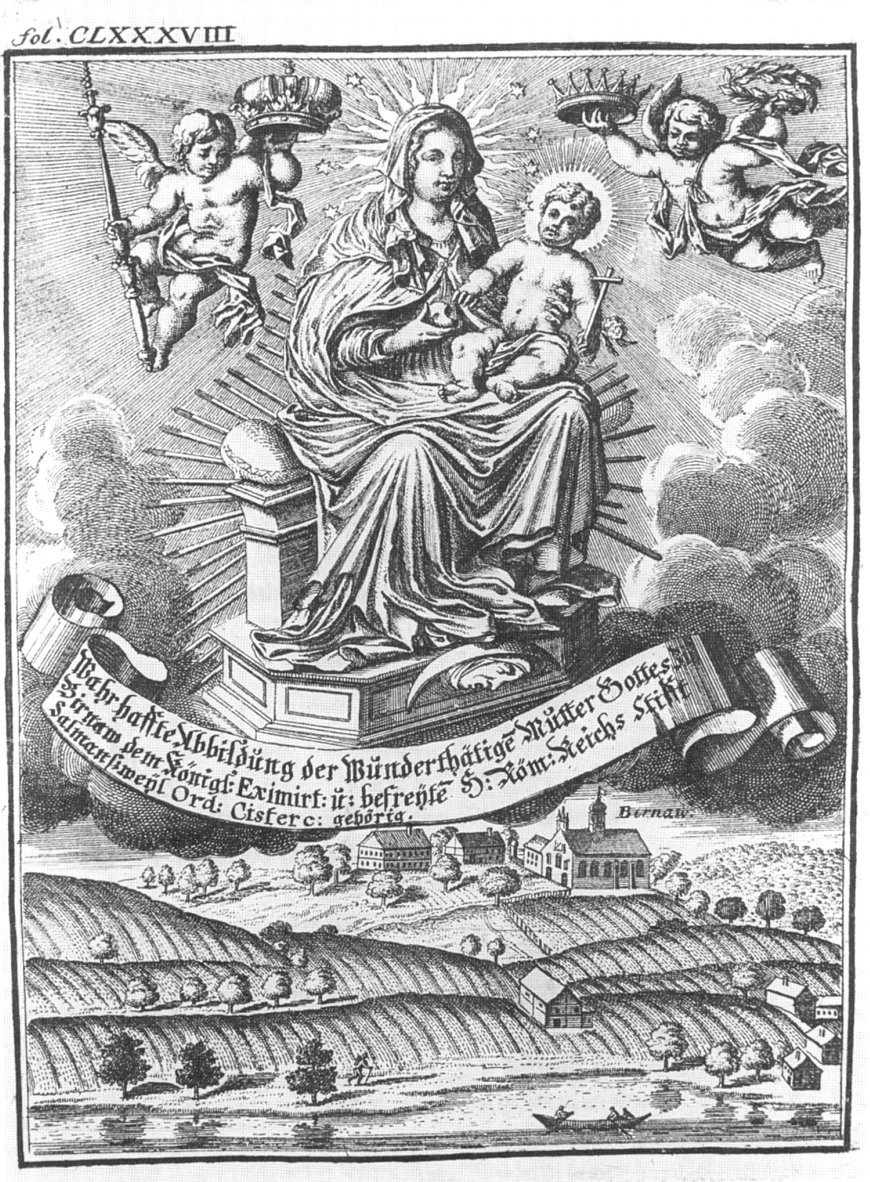
Wonderdadig genadebeeld van de Maagd Maria van Birnau; uit Apiarium Salemitanum, 1708

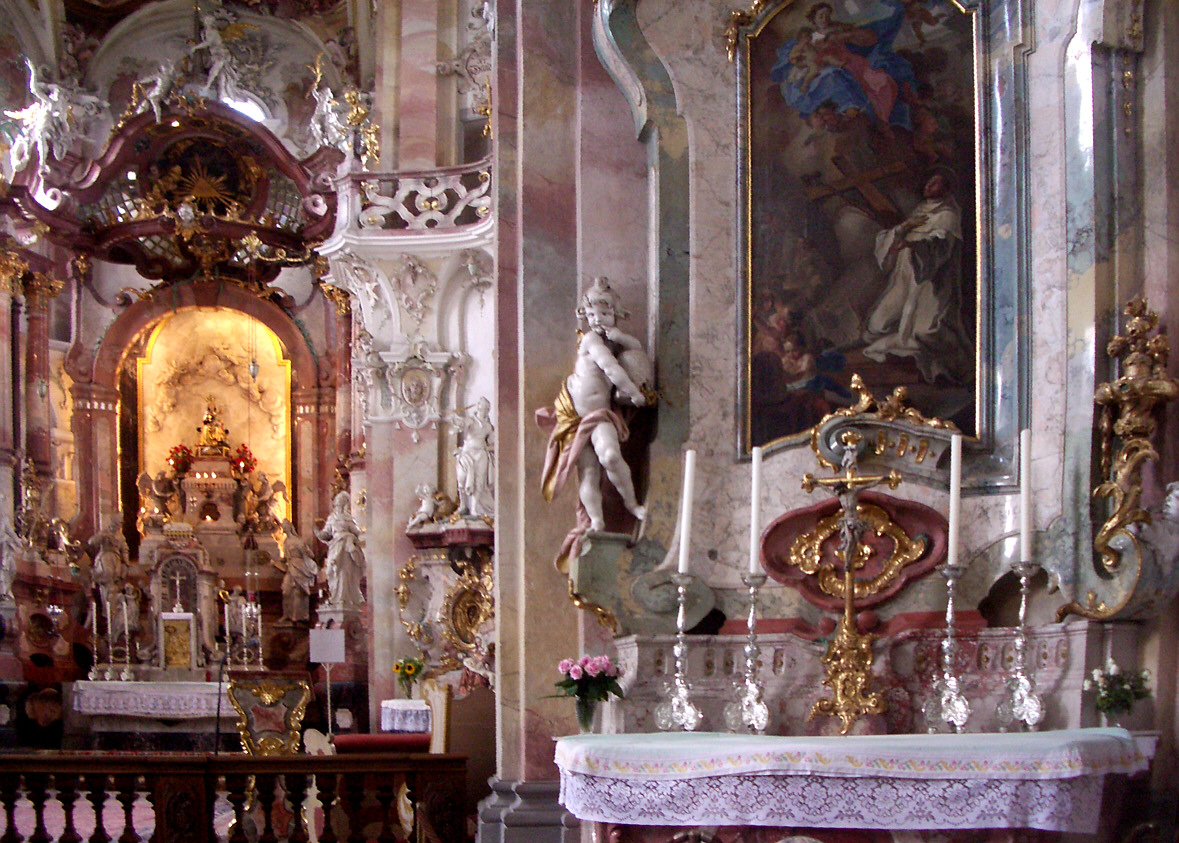
Sint-Bernardusaltaar (rechts) met het centraal in de afbeelding het beeld van de Honingeter

De huidige kerk werd ter vervanging van een bedevaartskerk gebouwd, die op een heuvel ten oosten van Nußdorf stond, enkele kilometers van de plek waar de huidige kerk staat. Het is mogelijk dat hier al tegen het einde van de 9e eeuw een bedevaartskerk stond. Volgens een oude oorkonde uit 1227 stond op deze plek toen een nonnenklooster, dat mogelijk met het klooster in Salem was verbonden. In ieder geval behoorde de grond waarop toen een Mariakapel stond vanaf 1241 tot de abdij van Salem en het moet volgens aflaatdocumenten in de vroege 14e eeuw reeds een populaire bedevaartsbestemming zijn geweest.
Om de aantallen pelgrims te kunnen verwerken werd in deze eeuw een grotere kerk om de Mariakapel heen gebouwd. Deze kapel, die als een miraculeuze plaats werd vereerd, hoefde op deze wijze niet te worden afgebroken. Rond 1420 werd hier een genadebeeld van Maria geplaatst, dat al snel de naam kreeg ook wonderen te kunnen verrichten. Ook het genadebeeld trok weer grote pelgrimscharen aan, zodat de kerk in de loop van de 16e en 17e eeuw herhaaldelijk werd vergroot. De buitenste kerk werd echter in de Dertigjarige Oorlog verwoest, terwijl de kleine Mariakapel binnen in de kerk ongeschonden bleef. Volgens een kroniek uit 1708 werd het genadebeeld gered door een knecht uit Salem. Na het einde van de oorlog werd de kerk herbouwd en bloeide de bedevaart opnieuw op.
De kerk van Oud-Birnau had een eenvoudig lang schip met zadeldak en in plaats van een toren slechts een eenvoudige dakruiter, terwijl de voorgevel versierd was met gotisch maaswerk. Het hoogaltaar bleef bewaard en bevindt zich nu in de kerk van het voormalige cisterciënzer klooster van Rottenmünster.
Het kleine stukje grond waarop de kerk en andere gebouwen stonden werd omgeven door land dat behoorde tot de rijksstad Überlingen, die zich tegen de uitbreidingen van de kloostergebouwen verzette. De strijd tussen de stad en het klooster wilde nog weleens escaleren en dan kwam het soms zelfs tot handgemeen. Opgewonden stedelingen verwoestten in 1742 de nog ruwe bouw van een bedrijfsgebouw van het klooster en op de grond van Überlingen stond vanaf 1685 direct tegenover de kerk een herberg, hetgeen de monniken weer een doorn in het oog was. Soms werd de viering van heilige missen onmogelijk gemaakt, zodat de monniken de bedevaart moesten verplaatsen naar de kloosterkerk van Salem.
Desondanks bleef de stroom pelgrims aanzwellen, zodat abt Konstantin Miller in 1741 de plannen voor een volgende uitbreiding liet uitwerken. Het overlijden van de abt op 22 februari 1745 voorkwam de uitvoering van de plannen, want de opvolger, abt Stephan II Enroth, nam nog in hetzelfde jaar het besluit om de oude gebouwen af te breken en op een andere plaats op het territorium van het klooster zelf een nieuwe kerk te bouwen.

## De huidige kerk
Voor de bouw van een nieuwe bedevaartskerk en de verhuizing van het miraculeuze Mariabeeld moest echter eerst de toestemming van paus Benedictus XIV worden verkregen. Dit moest in alle heimelijkheid gebeuren, want men vreesde de toorn van de bevolking. Een pauselijke bul van 12 maart 1746 gaf ten slotte de toestemming aan het klooster van Salem een nieuwe kerk op te richten. Korte tijd later, op 2 mei 1746, stief abt Stephan op slechts 45-jarige leeftijd, een gebeurtenis waarin de godvrezende bevolking de straf zag voor de "ontvoering" van het genadebeeld. De kloosterleiding liet zich echter niet van de wijs brengen en onder de nieuwe abt Anselm II Schwab werd het project voortvarend ter hand genomen.
Voor de bouw van de kerk werd een van de leidende Zuid-Duitse architecten ingeschakeld, die tijdens het maken van een ontwerp op de top van zijn kunnen stond: de uit Vorarlberg afkomstige Peter Thumb. Na het bereiken van een compromis over het ontwerp van de kerk werd nog hetzelfde jaar begonnen met de bouwvoorbereidingen en op 11 juni 1747 volgde de eerstesteenlegging voor het nieuwe kerkgebouw.
De omgeving van de kerk was net als nu nog onbebouwd, zodat geen andere bebouwing het zich op de kerk konden wegnemen. De kerk moest van verre te zien zijn en dat gegeven was zo belangrijk bij de planning dat er zelfs werd afgezien van de traditionele oostelijke oriëntatie. De financiële middelen voor de bouw werden zonder problemen opgebracht en in niet meer dan vier jaar werd de kerk gebouwd én ingericht. De plechtigheden voor de wijding van het kerkgebouw werden van 19 tot 24 september 1750 gevierd. De nieuwbouw betrof niet in de laatste plaats een demonstratie van zelfbewustzijn tegenover de rijksstad Überlingen, die voortdurend poogde de abdij op zijn plaats te wijzen. De verhoudingen tussen de stad en het klooster bleven nog decennialang gestoord en pas in 1790 kwam het tot een verzoening.
Na het Reichsdeputationshauptschluss in 1803 werd de abdij onteigend en viel de grond van de opgeheven rijksabdij Salem toe aan de keurvorst van Baden. Het klooster werd gesloten en de kerk begon te vervallen, totdat in 1919 de Bregenzer abdij Wettingen-Mehrerau de bedevaartskerk wist te verwerven. Een grote renovatie volgde en de bedevaart naar de kerk werd hervat. De nazi's lieten echter van 1941 tot 1945 zowel klooster en kerk sluiten. Uit deze tijd herinnert een klein kerkhof met circa 100 graven van vermoorde gevangenen van het concentratiekamp Überlingen-Aufkirch, een nevenkamp van Dachau.
In 1971 werd de kerk door paus Paulus VI verheven tot basilica minor. Jaarlijks bezoeken tienduizenden pelgrims de kerk en daarnaast is het een populaire kerk om te trouwen en een van de meest bezochte bezienswaardigheden aan de Bodensee.

## Genadebeeld
Het circa 80 cm grote genadebeeld werd rond 1420 door een onbekende meester gemaakt. Het betreft een laatgotische zittende gekroonde Madonna. Op haar schoot zit het Christuskind, dat een crucifix in de hand houdt. Aan de voet van haar troon is een maansikkel te zien, een symbool uit de Apocalyps van Johannes. De appel in haar rechterhand verwijst naar de oerzonde (Eva die door het eten van de appel het kwaad in de wereld bracht), die Christus moest overwinnen om tot God te komen. Het beeld werd herhaaldelijk gerestaureerd en opnieuw beschilderd. De kroon bezit sinds 1733 de huidige vorm.
Het genadebeeld gold als miraculeus en was bij de plaatselijke bevolking zeer geliefd. Velen dachten dat het beeld alleen op de plaats waar het zich bevond kracht had en dat elke verplaatsing een daad van godslastering was. Ook in Überlingen wist men aan de pelgrims te verdienen en toen de kloosterleiding in 1745 de nieuwe kerk plande verwachtte men daarom ook vanuit de Überlinger burgerij verzet tegen de verplaatsing. Na de verkregen toestemming ging op 4 maart 1746 een processie van 2.000 mensen, beschermd door 350 dragonders uit Heiligenberg, met het beeld van Oud-Birnau naar de voorlopige nieuwe plek: de Sint Leonharduskerk te Salem. De processie en het transport van het beeld verliep zonder grote problemen, hetgeen deels was te danken aan het verzwijgen van de aanleiding van de processie, maar ook aan het bisschoppellijke dreigement om elke verstoring te bestraffen met ex-communicatie. De stadsraad van Überlingen kon pas protesteren nadat alles achter de rug was.
Met de wijding van de nieuwbouw werd het miraculeuze beeld naar Nieuw-Birnau overgebracht. Van tevoren was het beeld nog op echtheid onderzocht door hooggeplaatste getuigen, omdat onder de bevolking twijfel rees of het te verplaatsten beeld nog wel de echte Moeder Gods betrof en men een ander, nieuw beeld had gemaakt. De verklaringen van de restaurateurs die het beeld opnieuw beschilderden en de gaatjes van de houtwormen namen echter alle twijfel weg. Op 20 september 1750 werd tijdens een feestelijke processie het beeld naar de nieuwe kerk overgebracht.
Tegenwoordig staat het genadebeeld boven het hoogaltaar.

## Beschrijving
Het kerkschip is circa 50 meter lang. Aan de kant van de Bodensee sluit zich een dwarsgebouw aan, waarin de woon- en bestuursruimten van het pastoriaat zijn ingericht. Tevens is hier een kloosterwinkel ondergebracht. Boven deze dwarsbouw verheft zich de 51 meter hoge klokkentoren.
De kerk van Birnau behoort tot de mooiste rococo godshuizen van Duitsland.
Boven het hoofdaltaar bevindt zich het miraculeuze beeld van Maria. Naast het hoofdaltaar zijn er nog zes zijaltaren in de kerk. Van de zeven altaren bezitten vijf altaren schilderijen uit de kerk van Oud-Birnau.
De fresco's aan het plafond zijn aan het leven van de Maagd Maria gewijd en werden door de schilder Gottfried Bernhard Göz aangebracht. Het overvloedige stucwerk stamt van Oostenrijkse beeldhouwer Joseph Anton Feuchtmayer. Ook het kerkmeubilair werd geleverd door de beeldhouwer Joseph Anton Feuchtmayer. Bijzondere vermelding betreft de beroemde Honigschlecker (dehoningeter), een putto met een honingpot op het zijaltaar van Sint-Bernardus.
Opvallend zijn ook de 10 klokken in de kerk.
In de toren bevinden zich vijf klokken en een nog altijd werkend uurwerk uit de 18e eeuw.

## Orgel
Het eerste orgel van Birnau werd door Johann Georg Aichgasser uit Überlingen gebouwd. Het had één manuaal en twaalf registers. In 1808 werd dit orgel aan de hervormde kerk van Altnau in het Zwitserse kanton Thurgau verkocht, waar weliswaar niet meer het instrument maar de oude orgelkas wel bewaard bleef.
Het huidige instrument werd in 1991 achter de orgelkas uit 1951 door de orgelbouwfirma Mönch (Überlingen) gebouwd en heeft 39 registers (2644 pijpen) verdeeld over drie manualen en pedaal.

## Afbeeldingen

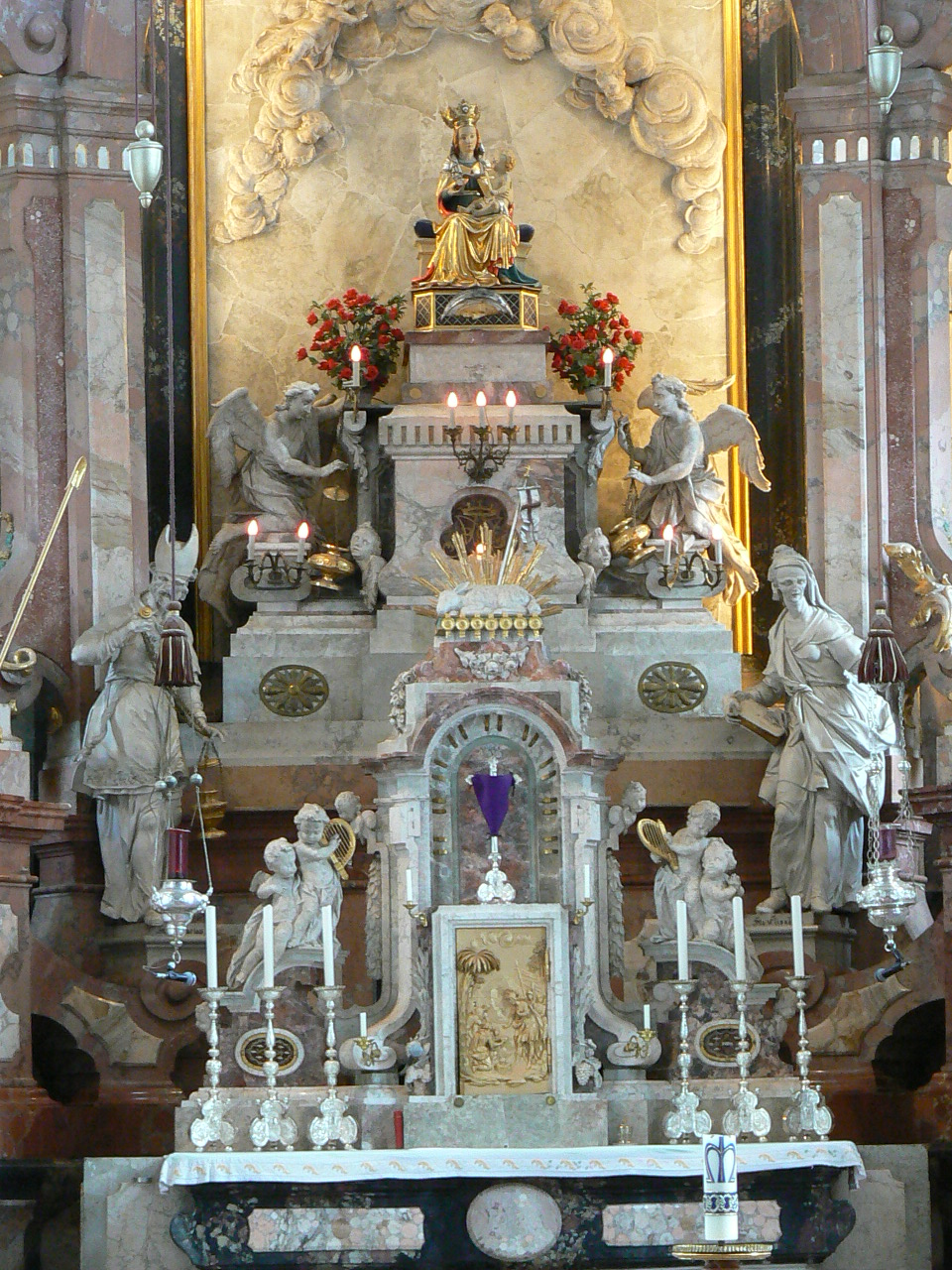
Hoogaltaar met Mariabeeld
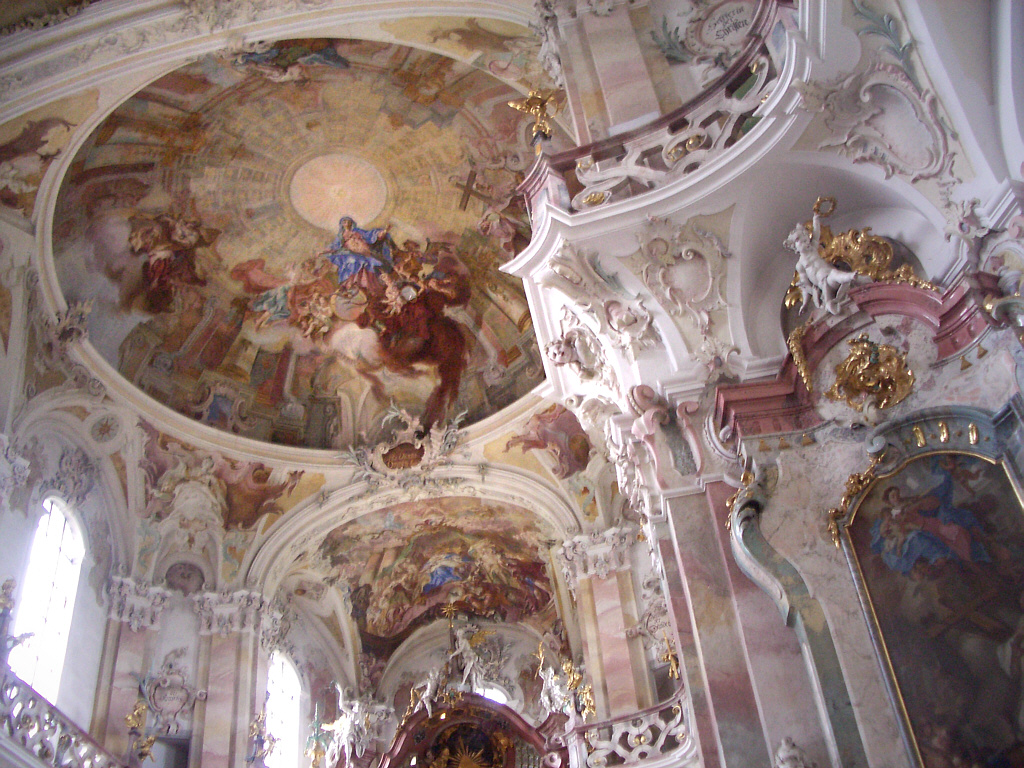
Fresco
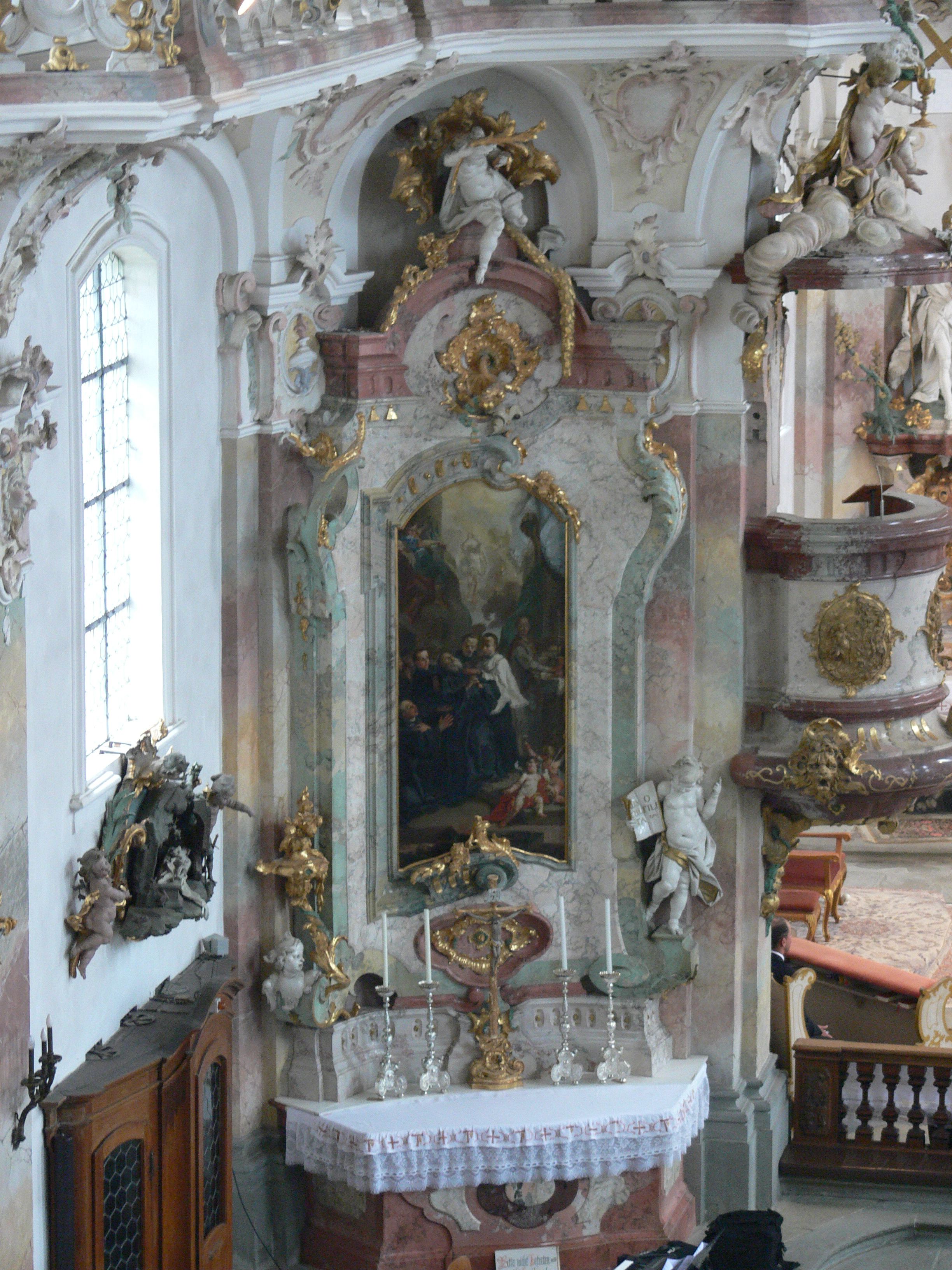
Benedictusaltaar
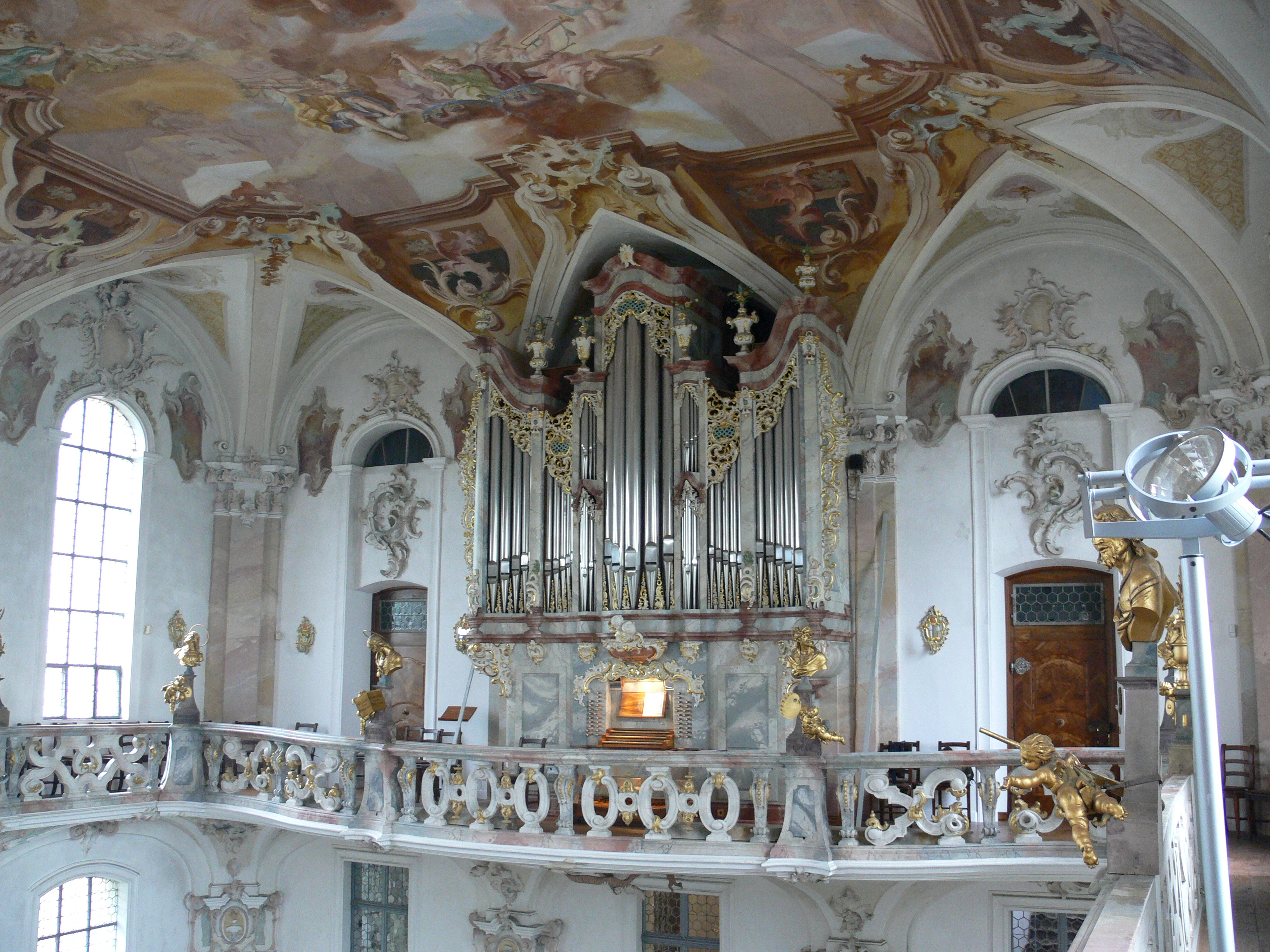
Orgel
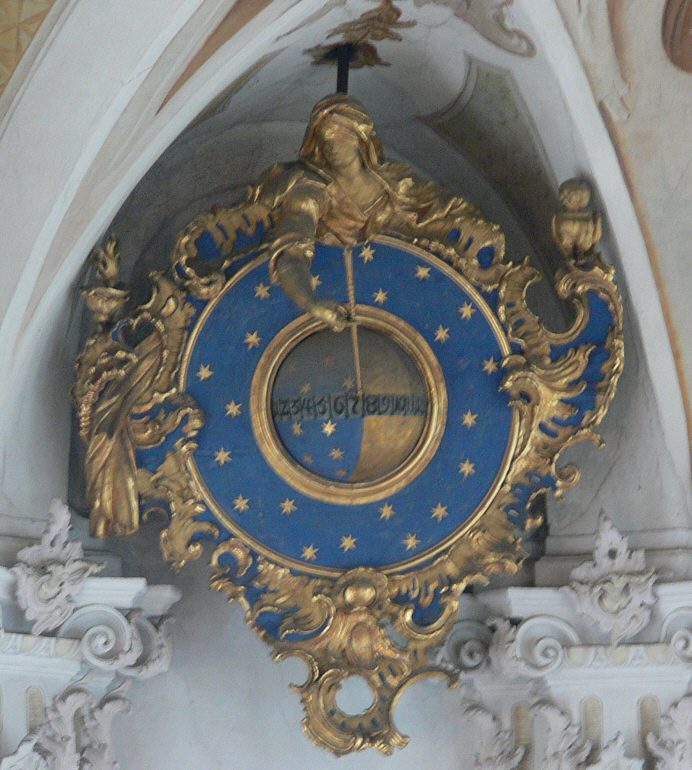
Maanklok
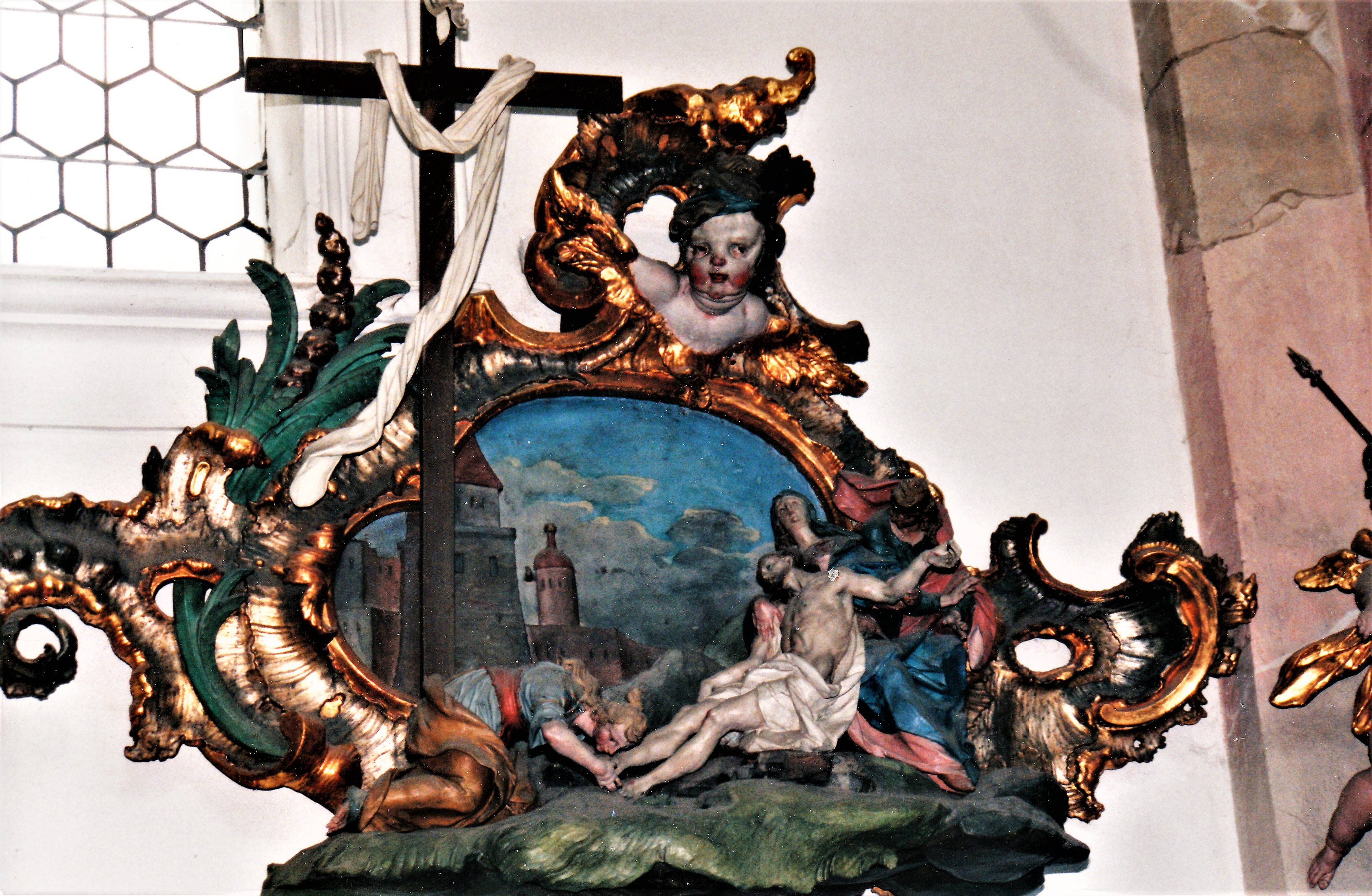
13e kruiswegstatie